# Sekundærrute 461
Sekundærrute 461 er en rutenummereret landevej i Østjylland.
Ruten går fra Horsens via Østbirk og Gl. Rye til Himmelbjerget.
Rute 461 har en længde på ca. 28 km.